# Bascule à poissons
Pour les articles homonymes, voir Bascule.
Une bascule à poissons, ou basoule ou basouille, est un type de bateau à vivier, conçu pour le transport de poissons vivants le long des fleuves ou des canaux.

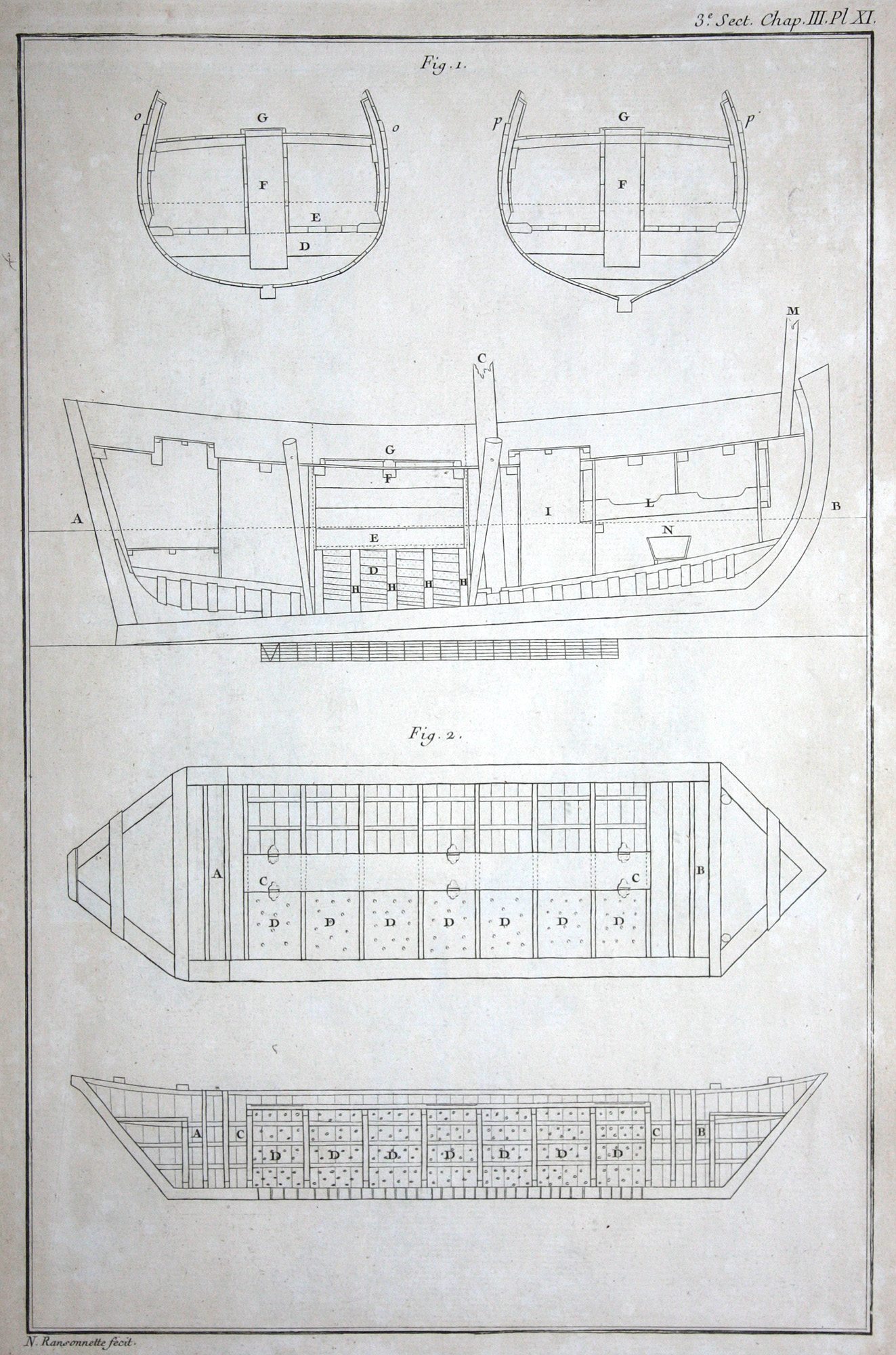
Plans de bateaux-viviers de la fin du XVIII : la figure 1 en haut représente une barque pour transporter les poissons de mer en vie, la figure 2 en bas une bascule pour transporter par eau les poissons d'eau douce en vie.

## Description
Le bateau était cloisonné pour constituer un vivier et sa coque était percée pour permettre le renouvellement de l'eau du vivier  par l’eau extérieure.
En 1844, certaines bascules pouvaient transporter une dizaine de milliers de carpes, plus de 800 brochets et plus de 1 000 tanches. Les droits de navigation étaient calculés à la longueur de tillac (pont) occupé.